# Rō Ogura
Pour les articles homonymes, voir Ogura.
Rō Ogura (小倉 朗, Ogura Rō), né le 19 janvier 1916 à Kitakyūshū, Préfecture de Fukuoka et mort le 26 août 1990, est un auteur-compositeur japonais.
Il étudie la composition avec Tomojiro Ikenouchi et Shirō Fukai. 
Il était un professeur de Midori Matsuya et Hiroaki Zakoji.

## Compositions

### Œuvres pour orchestre
- 1953 : Dance Suite
- 1957 : Five Movements on Japanese Folk Songs
- 1959 : Burlesque
- 1963 : Sonatine, pour orchestre à cordes
- 1968 : Symphonie en sol
- 1968 : Concerto en la mineur, pour piano et orchestre
- 1971 : Concerto, pour violon et orchestre
- 1971 : Composition, pour orchestre à cordes
- 1975 : Composition en fa
- 1980 : Concerto, pour violoncelle et orchestre

### Œuvres pour orchestre d'harmonie
- Burlesque, (arrangé par Bin Kaneda)

### Cantates
- 1974 : Stars of Nighthawk, cantate pour chœur d'hommes - texte Kenji Miyazawa et le compositeur

### Musique pour scène

#### Opéras
| achevé en | titre            | actes | première | livret |
| --------- | ---------------- | ----- | -------- | ------ |
|           | 寝太 (Thick bed) |       |          |        |

### Musique vocale

#### Œuvres pour chœur
- 1958 : Neuf chansons pour enfants de la région de Tohoku, pour chœur de femmes a cappella 
  1. Crow
  2. A lullaby
  3. Snow Kon Kon
  4. In this crucible with
  5. Hotaru Koi
  6. This is thirty thousand monkeys
  7. Postman
  8. You do dwarf
  9. All three animals you can
- 1959 : Cinq chansons pour enfants de la région de Tohoku, pour chœur de femmes a cappella
- 1960 : Sept chants pour une sage pour enfants, pour chœur de femmes a cappella  
  1. I'm of the tree's
  2. I Yamo
  3. Ro snow and this -
  4. And Ubata
  5. Mickey Mouse Mickey Mouse firmly ha
  6. Geez cow
  7. Crow
- 1964 : Sept chansons populaires du Japon du Nord-Est, pour chœur d'hommes
  1. And then, and this
  2. What you Mori
  3. Three dimensions of hearing
  4. The state as Hazuki sauce
  5. Sparrow sparrow etc. etc.
  6. Ho High Section
  7. Play Song
- 1964 : Ondo, pour chœur mixte
- 1967 : Fables d'Ésope, suite pour chœur mixte et percussions 
  1. Prologue
  2. North Wind and the Sun
  3. Town Mouse and Country Mouse
  4. The Hungry Fox swollen
  5. Fox and the Grapes
  6. Cat bell
  7. King of birds selected
  8. Épilogue
- 1967 : Yamanaka Takashi
- 1967 : Drie liederen uit Zuid-Japan, pour chœur mixte 
  1. Song of the Wind
  2. Song of the Waves
  3. Song of the Waves
- Conversation de nuits d'automne, pour chœur de femmes - texte  Shinpei Kusano

#### Lieder
- 1946 : Trois lieder, pour voix et piano - texte Miyoshi Tatsuzi

### Musique de chambre
- 1954 : Quatuor à cordes
- 1960 : Sonatine, pour violon et piano
- 1972 : 8 Divertimento, pour instruments à vent
- 1977 : Composition, pour flûte traversière, violon et piano

### Œuvres pour piano
- 1937 : Sonatine
- 1943 : Hayabusa
- 1953 : Dance Suite, pour deux pianos à quatre mains
- 1966 : Composition I
- 1968 : Composition II
- 1970 : Senritsu
- 1970 : Composition III
- 1970 : Imitation